# Bokulla sten
Bokulla sten (finska: Bokullankivi) är en klippa i Finland.   Den ligger i kommunen Pargas i den ekonomiska regionen  Åboland  och landskapet Egentliga Finland, i den sydvästra delen av landet, 200 km väster om huvudstaden Helsingfors.
Terrängen runt Bokulla sten är mycket platt.
På Bokulla sten står fyren Bokullankivi som markerar farleden mellan Utö och Jurmo.